# Coupe du monde de marche 2002
Navigation
Mézidon-Canon 1999 Naumbourg 2004
La 20e édition de la Coupe du monde de marche s'est déroulée les 12 et 13 octobre 2002 dans les rues de Turin, en Italie.

## Tableau des médailles
| Rang | Nation      | Or | Argent | Bronze | Total |
| ---- | ----------- | -- | ------ | ------ | ----- |
| 1    | Russie      | 4  | 3      | 1      | 8     |
| 2    | Italie      | 1  | 1      | 1      | 3     |
| 3    | Équateur    | 1  | 0      | 0      | 1     |
| 4=   | Biélorussie | 0  | 1      | 0      | 1     |
| 4=   | France      | 0  | 1      | 0      | 1     |
| 6=   | Chine       | 0  | 0      | 1      | 1     |
| 6=   | Mexique     | 0  | 0      | 1      | 1     |
| 6=   | Pologne     | 0  | 0      | 1      | 1     |
| 6=   | Roumanie    | 0  | 0      | 1      | 1     |
|      | Total       | 6  | 6      | 6      | 18    |

## Podiums

### Hommes
| Épreuve           | Or                                       | Argent                                   | Bronze                                  |
| ----------------- | ---------------------------------------- | ---------------------------------------- | --------------------------------------- |
| 20 km             | Jefferson Pérez Équateur 1 h 21 min 26 s | Vladimir Andreyev Russie 1 h 21 min 50 s | Alejandro López Mexique 1 h 22 min 01 s |
| 20 km par équipes | Russie 24 pts                            | Biélorussie 28 pts                       | Italie 34 pts                           |
| 50 km             | Aleksey Voyevodin Russie 3 h 40 min 59 s | German Skurygin Russie 3 h 42 min 02 s   | Tomasz Lipiec Pologne 3 h 45 min 37 s   |
| 50 km par équipes | Russie 7 pts                             | France 59 pts                            | Chine 78 pts                            |

### Femmes
| Épreuve           | Or                                   | Argent                                   | Bronze                                   |
| ----------------- | ------------------------------------ | ---------------------------------------- | ---------------------------------------- |
| 20 km             | Erica Alfridi Italie 1 h 28 min 55 s | Olimpiada Ivanova Russie 1 h 28 min 57 s | Natalya Fedoskina Russie 1 h 28 min 59 s |
| 20 km par équipes | Russie 9 pts                         | Italie 26 pts                            | Roumanie 42 pts                          |